# Purbeck
Purbeck era un distretto del Dorset, Inghilterra, Regno Unito, con sede a Wareham.
Il distretto fu creato con il Local Government Act 1972, il 1º aprile 1974 dalla fusione del municipal borough di Wareham col distretto urbano di Swanage ed il distratto rurale di Wareham and Purbeck. Fu eliminato nel 2019.

## Parrocchie civili
- Affpuddle
- Arne
- Bere Regis
- Bloxworth
- Chaldon Herring
- Church Knowle
- Coombe Keynes
- Corfe Castle
- East Holme
- East Lulworth
- East Stoke
- Kimmeridge
- Langton Matravers
- Lytchett Matravers
- Lytchett Minster and Upton
- Morden
- Moreton
- Steeple
- Studland
- Swanage
- Turners Puddle
- Tyneham
- Wareham Town
- Wareham St. Martin
- West Lulworth
- Winfrith Newburgh
- Wool
- Worth Matravers